# Johan Bollen
Johan Lambert Trudo Maria Bollen (nascut l'any 1971 a Bèlgica) és un científic que investiga diversos aspectes de sistemes complexos i de xarxes, com la relació entre mitjans socials i fenòmens socioeconòmics com els mercats financers, la salut pública o el benestar social amb un enfocament basat en les mètriques d'impacte derivades de les dades d'ús.
Actualment treballa com a professor associat a la Indiana University School of Informatics de la Universitat d'Indiana Bloomington i com a becari a SparcS Institute of Wageningen University and Research Centre als Països Baixos.
És conegut sobretot pel seu treball sobre mètriques d'impacte acadèmic, mesurant el benestar públic a partir de dades de xarxes socials a gran escala i correlació entre l'estat d'ànim a Twitter i els preus del mercat borsari. Ha impartit cursos sobre mineria de dades, recuperació d'informació i biblioteques digitals.
Les seves investigacions ha estat finançada per The Andrew W. Mellon Foundation, National Science Foundation, Library of Congress, National Aeronautics and Space Administration i Los Alamos National Laboratory. En el seu temps lliure, exerceix de DJ al Root Cellar Lounge a Bloomington, Indiana. Està especialitzat en Deep House i Techno.

## Biografia
Bollen es va llicenciar en psicologia experimental a la Universitat Lliure de Brussel·les el 1993 després de la tesi de màster "Learning to Select Activities: a Conditionable System for an Autonomous Robot that Learns to Use Drive Reduction as Reinforcement.". Va defensar el seu doctorat en psicologia per la Universitat Lliure de Brussel·les a l'octubre de 2001 sobre el tema dels models cognitius de navegació hipertextual humana.
Del 2002 al 2005 va ser professor ajudant al Departament d'Informàtica de la Universitat Old Dominion. Després, del 2005 al 2009, va ser científic de model al Laboratori Nacional de Los Alamos. Actualment, és professor a Indiana University School of Informatics and Computing.

## Feina
El treball de Bollen ha estat àmpliament cobert per la premsa i els mitjans de comunicació populars i ha rebut més de 6.900 citacions. Bollen va rebre dues patents: una per a "Indicadors basats en l'ús per avaluar l'impacte dels treballs acadèmics: arquitectura i mètode" (US 8135662 B2) i "Predicting economic trends via network communication mood tracking" (US 8380607 B2). El seu treball ha trobat una àmplia aplicació, per exemple, en sistemes per a sistemes de recomanacions de biblioteques digitals (Ex Libris bX Recommender Service) i en sistemes que utilitzen informació de mitjans socials per generar senyals de negociació financera. Arran del seu treball sobre la predicció borsària basada en l'estat d'ànim a Twitter, Derwent Capital Markets va iniciar el fons Absolute Return, el primer fons de cobertura de Twitter del món. Tot i que posteriorment va tancar després de tretze mesos.

## Treballs acadèmics més citats
Bollen ha publicat més de 70 articles. Una selecció dels més citats és:
- 2011, l'estat d'ànim de Twitter prediu la borsa.[1]
- 2005, Xarxes de coautoria a la comunitat de recerca de biblioteques digitals.[6]
- 2009, Modelant l'estat d'ànim i l'emoció del públic: sentiment de Twitter i fenòmens socioeconòmics
- 2006: Bollen, Johan; Rodriquez, Marko A.; Van de Sompel, Herbert (2006). "Journal status". Scientometrics. 69 (3): 669–687.[7]
- 2009, A Principal Component Analysis of 39 Scientific Impact Measures[8]
- 2005, Cap a mètriques alternatives d'impacte de la revista: una comparació de dades de descàrrega i citació[9]
- 2014, Proposta SOFA, un nou mètode de distribució del finançament de la recerca.[10]